# Vanguard Films
Vanguard Films Inc. est une société américaine de production de films de cinéma et de programmes de télévision.

## Historique
La société est fondée en 1985 Par John Williams. Elle a pour filiale Vanguard Animation, créée en 2002. Le Chef de la direction (équivalent du président directeur général) de Vanguard Films est John Williams.
Parmi les films produits par Vanguard Films, on peut citer Cendrillon & le prince (pas trop) charmant.

## Filmographie
- 2005 : Vaillant, pigeon de combat !
- 2007 : Cendrillon et le Prince (pas trop) charmant
- 2008 : Les Chimpanzés de l'espace
- 2010 : Les Chimpanzés de l'espace 2
- 2020 : Qui a peur des monstres ?